# Hereditary – Das Vermächtnis
Hereditary – Das Vermächtnis (Originaltitel Hereditary, engl. für „erblich“ oder „vererbbar“) ist ein Mystery-Horror-Drama von Ari Aster, das am 21. Januar 2018 im Rahmen des Sundance Film Festivals seine Weltpremiere feierte. Am 8. Juni 2018 kam der Film in die US-amerikanischen und am 14. Juni 2018 in die deutschen Kinos.

## Handlung
Es war der 3. April 2018, als Ellen Taper Leigh im Alter von 78 Jahren starb. Ihre Tochter Annie beschreibt sie bei der Trauerfeier als verschwiegen und als eine Person, die nichts von ihrem Innenleben oder ihren Ängsten preisgegeben habe. Annie ist verheiratet, und gemeinsam mit ihrem Mann Steve und den Kindern Peter und Charlie bewohnt sie ein Holzhaus am Waldrand. Nach der Trauerfeier bringt Annie ihre Tochter Charlie ins Bett, die um ihre Großmutter trauert. Annie erinnert sich, dass Charlie Ellens Liebling gewesen sei und früher, als Charlie noch klein gewesen sei, immer darauf bestanden habe, sie zu füttern, was Annie manchmal richtig wahnsinnig gemacht habe. Charlie verbringt ihre Zeit am liebsten in einem großen Baumhaus auf dem Grundstück der Familie. Dort fertigt die 13-Jährige Figuren aus Plastikabfällen und schläft auch gerne dort. Mutter Annie hingegen ist unterdessen damit beschäftigt, Modelle für ihre geplante Ausstellung „Small World“ zu fertigen. In den Miniaturarbeiten zeigt sie Szenen, die sie aus ihrem Alltag kennt, so das Hospiz, in dem ihre Mutter kürzlich verstorben ist.
Über deren Tod und die zwiespältigen Gefühle, die sie für sie hatte, kann sie in der Familie mit niemandem reden. Daher besucht Annie eine Selbsthilfegruppe für Menschen, die Verluste zu beklagen haben. Gegenüber den Fremden dort offenbart sie, dass ihre Mutter an einer dissoziativen Identitätsstörung gelitten habe und ihr Vater unter Depressionen. Er habe sich zu Tode gehungert, während ihr älterer Bruder an Schizophrenie erkrankt sei und sich mit 16 Jahren erhängt habe. Annie erklärt, sie und ihre Mutter hätten sich die letzten Jahre auseinandergelebt und kaum miteinander gesprochen. Ihren eigenen Sohn Peter habe sie vor seiner manipulativen Großmutter schützen wollen. Ohne wirklich schuld zu sein, fühle sie sich für die gesamte familiäre Situation schuldig. Sie habe erst nach der Geburt Charlies wieder Kontakt zu ihrer Mutter gehabt, was sie bisweilen bereue.
Als Peter eines Abends auf eine Party möchte und seine Mutter nach einem Auto fragt, besteht diese darauf, dass er auch Charlie dorthin mitnimmt, auch wenn sie eigentlich gar nicht mitkommen will. Dort angekommen, zieht sich Peter mit seinen Freunden zum Kiffen zurück, während er Charlie ans Kuchenbuffet schickt, an dem sie sich mit großem Appetit bedient. Sie ist allerdings stark allergisch gegen die Walnüsse im Schokoladenkuchen. Als Peter den Zustand seiner Schwester erkennt, trägt er sie zum Auto, um sie ins Krankenhaus zu bringen. Während der Fahrt ringt Charlie nach Luft, und als sie ihren Kopf aus dem Fenster hängt und Peter einem toten Tier auf der Straße ausweichen muss, reißt ein Straßenmast ihren Kopf ab. Unter Schock stehend fährt Peter mit dem kopflosen Körper seiner Schwester nach Hause und legt sich ins Bett.
Mutter Annie erleidet nach dem Unfall einen Nervenzusammenbruch, und auch Peter leidet schwer unter der Schuld. In der Schule kann er sich kaum mehr konzentrieren, und das Kiffen bereitet ihm Schmerzen und Angstzustände. Jede Nacht, wenn Peter zum Baumhaus blickt, aus dem das Licht der Heizstrahler dringt, wird er an den Vorfall erinnert, denn dort hält sich seit dem Tod seiner Schwester die Mutter nachts vorzugsweise auf, um Schlaf zu finden. Als Annie ein weiteres Mal die Selbsthilfegruppe besuchen, dann jedoch hiervon Abstand nehmen will, wird sie von Joan angesprochen, die selbst vor Kurzem ihren Sohn und ihren Enkel bei einem Unfall verloren hat. Sie bietet ihr an, sich mit ihr privat zu treffen, um über den Verlust ihrer Tochter zu reden. Annie nimmt das Angebot an. Einige Zeit später erzählt ihr Joan von ihren Erfahrungen, die sie bei einer offenen Séance gemacht habe. Sie zeigt ihr, wie sie mit einer Kerze und der Schreibtafel ihres verstorbenen Enkels Kontakt zu diesem aufnehmen kann. Mit einer solchen Kerze und einer Beschwörungsformel versucht Annie, zu Hause Kontakt mit Charlie herzustellen. Völlig überwältigt von dem Ergebnis, will sie dies auch ihrem Mann und ihrem Sohn zeigen, doch als Annie während einer Séance plötzlich mit Charlies Stimme zu sprechen beginnt, ist Peter völlig überfordert.

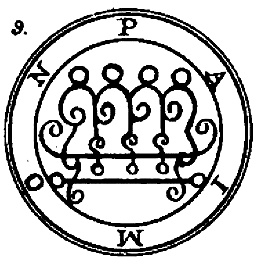
Annie entdeckt auf einem Foto: Joan und ihre Mutter tragen das gleiche okkulte Zeichen. Es ist das Siegel des Paimon

Peter leidet zunehmend unter nächtlichen albtraumhaften Visionen. In der Schule scheint es so, als hätte eine fremde Macht Besitz von ihm ergriffen, und er beginnt, seinen Kopf auf eine Tischplatte zu schlagen, bis seine Nase gebrochen ist. Der Vorfall ist für Vater Steve zu viel, und er beschließt, seinen Sohn zu schützen. In Annie sieht er eine Geisteskranke und macht sie dafür verantwortlich, was mit Peter geschieht. Diese hat jedoch eine andere Theorie, denn in den Sachen ihrer verstorbenen Mutter findet Annie ein Fotoalbum mit Bildern von dieser und Joan. Weil sie zudem auf dem Foto dasselbe okkulte Zeichen tragen und sie in den Sachen ihrer Mutter auch ein Buch über Spiritismus und eine Nachricht an sie gefunden hat, sie seien geboren, um Opfer bringen zu müssen, glaubt Annie, sie sei dieses Opfer, das erbracht werden müsse. Nur so, glaubt sie, könne sie Peter vor weiterem Schaden schützen.
Als Peter erwacht, findet er im Wohnzimmer die verkohlte Leiche seines Vaters. Der Versuch seiner Mutter, das Skizzenbuch von Charlie zu verbrennen und damit auch sich selbst, scheiterte. Eine fremde Macht hat Besitz von Annies Körper ergriffen. Als sich Peter vor ihr auf den Dachboden flüchtet, sieht er sich nicht nur seiner toten Großmutter gegenüberstehend, auch seine Mutter trennt sich gerade selbst ihren Kopf ab. Peter springt aus dem Fenster, fällt ins Gartenbeet, und eine kleine, schwebende Lichterscheinung dringt in seinen leblosen Körper. Peter erwacht, klettert zum Baumhaus hinauf und findet sich dort inmitten einer Schwarzen Messe wieder. Joan nennt ihn Paimon und erklärt ihm, dass der Körper, in dem er sich nun befinde, gesünder sei als sein vorheriger Wirt Charlie.

## Produktion

### Stab, Besetzung und Synchronisation

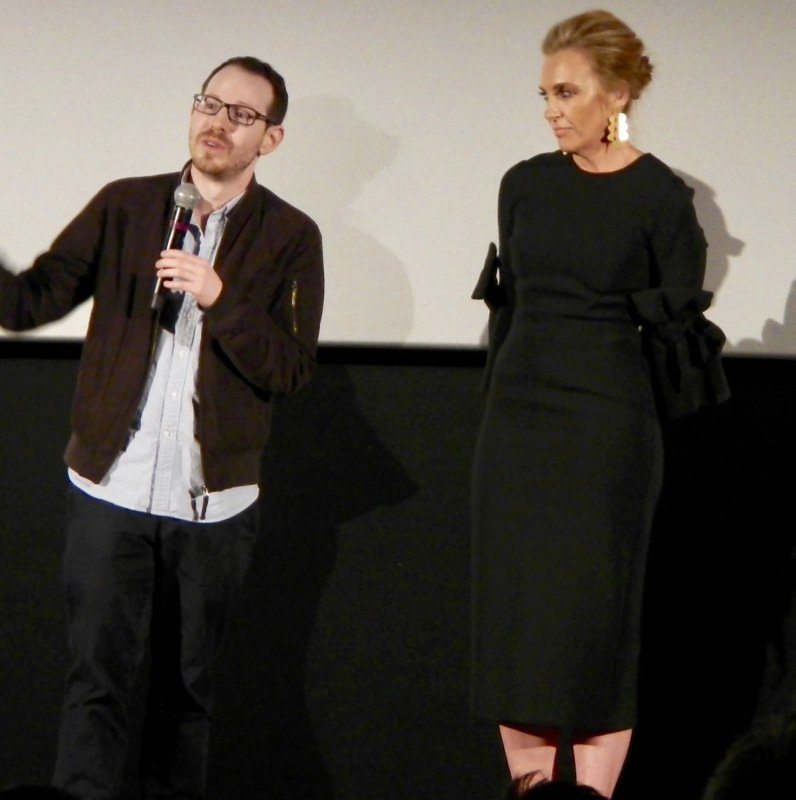
Regisseur Ari Aster und Hauptdarstellerin Toni Collette beim Sundance London 2018

Der Film wurde von A24 produziert. Als Produzenten fungierten Kevin Scott Frakes und Lars Knudsen. Letzterer hatte für A24 bereits The Witch produziert. Es handelt sich bei Hereditary um das Langspielfilmdebüt von Regisseur Ari Aster, der auch das Drehbuch schrieb.
Nina Rehfeld von Spiegel Online erklärt, Motor der Story sei die Unauslöschlichkeit sowohl von banalen als auch von katastrophalen Ereignissen, die eine Familienkonstellation strukturieren oder, wie hier, sprengen. Vielfach ziehe Aster den Hut vor Horror-Klassikern wie The Shining oder Rosemary's Baby, ohne sich aber zu sehr an alte Meister oder überkommene Muster anzulehnen, und schaffe stattdessen mit großer Präzision eine ganz eigene, total verstörende Atmosphäre, so Rehfeld.
Toni Collette übernahm im Film die Rolle von Annie Graham, Gabriel Byrne die ihres Ehemanns Steve. Alex Wolff und die Nachwuchsschauspielerin Milly Shapiro spielen ihre Kinder Peter und Charlie. Ann Dowd übernahm die Rolle von Annies neuer Vertrauten Joan.
Die deutsche Synchronisation entstand nach einem Dialogbuch und der Dialogregie von Wanja Gerick im Auftrag der Splendid Synchron GmbH, Berlin.
| Figur          | Darsteller    | Deutscher Sprecher |
| -------------- | ------------- | ------------------ |
| Annie Graham   | Toni Collette | Christin Marquitan |
| Steve Graham   | Gabriel Byrne | K. Dieter Klebsch  |
| Peter Graham   | Alex Wolff    | Patrick Baehr      |
| Charlie Graham | Milly Shapiro | Luisa Wietzorek    |
| Joan           | Ann Dowd      | Martina Treger     |

### Dreharbeiten und Ausstattung
Die Dreharbeiten fanden in Utah statt, so in Salt Lake City und den Utah Film Studios in Park City. Als Kameramann fungierte Pawel Pogorzelski. Mit seiner Kameraarbeit und der Beleuchtung näherte sich Pogorzelski nach eigenen Aussagen Hereditary wie einem Filmdrama. Im dritten Akt des Films arbeitete er mit härteren Lichtern und etwas mehr Ausdruck, um so dem Umstand Rechnung zu tragen, dass sich der Film erst dann zunehmend in einen Horrorfilm wandelt.
Während die Außenaufnahmen des Hauses vor einem tatsächlich existierenden Gebäude in Salt Lake City entstanden, wurden alle Innenaufnahmen, so die untere Etage, der zweite Stock, der Dachboden und die Innenräume des kleineren Baumhauses und eines größeren Baumhauses für die letzte Szene, an einem Filmset gemacht. Von der Verkleidung über die Tapete bis hin zu den Holzböden hatte Aster diesen gemeinsam mit seiner Szenenbildnerin Grace Yun entworfen.
Der Filmexperte Marcus Stiglegger erklärte gegenüber Deutschlandfunk Kultur, der Film habe mehrere Ebenen. Eine hiervon werde durch die Modellhäuser geschaffen, die die Protagonistin baut. Diese spiegelten ihr Leben und ihre Alltagsrealität wider, so Stiglegger. Man habe im Film aber auch unerwartete Montagen, Verbindungen von Bildern, von Bildebenen, die dann konfrontiert werden. Das sei ein Einfluss, der, wenn überhaupt, von Nicolas Roegs Wenn die Gondeln Trauer tragen vielleicht her erklärbar sei und damit eigentlich eine Tradition des Horrorfilms, die selbst schon sehr künstlerisch ambitioniert ist. Nina Rehfeld meint, wie ein langsam, angstvoll schweifender Blick fahre Pogorzelskis Kamera durch die Räume des Hauses und erwirke trotz der klaren und offenen Architektur eine enorme Beklemmung. Die rechtwinklige Ordnung des Domizils und von Annies minimalistischen Puppenhäusern unterstreiche hier nur das Grauen, das Aster dort verwurzelt, wo es am eindringlichsten ist: in dem Gefühl totaler Desintegration.
Diese Miniaturarbeiten wurden von Steven Newman gefertigt. Aster erklärte, thematisch seien die Miniaturhäuser und -räume, die die Protagonistin Annie Graham für ihre bevorstehende Kunstausstellung fertigt, eine Metapher für die mangelnde Handlungsfähigkeit ihrer Familie. Wie in einem Puppenhaus werde die Graham-Familie von äußeren Kräften manipuliert. Kameramann Pawel Pogorzelski erklärte, es seien spezielle Objektive zum Einsatz gekommen, um diese Modelle zu filmen, so Frazier-Systemlinsen, die es erlaubten, in diese Miniaturen hinein zu gehen, da sich diese am Ende einer längeren Röhre befanden. Für weitere Aufnahmen wurden Makro-Objektive genutzt, mit denen sich die Kamera auf diese Miniaturen in Nahaufnahmen konzentrieren konnte. Des Weiteren kamen Tilt-und-Shift-Objektive zum Einsatz. Um die Aufnahmen der Miniatursets und des eigentlichen Filmsets aneinanderzufügen, so für die Einstellung zu Beginn des Films, habe man an den Wänden der beiden Schlafzimmer Aufkleber angebracht, die den Effektkünstlern dabei halfen, diese in der Postproduktion zusammenzustellen, so Aster.

### Filmmusik und Veröffentlichung
Die Filmmusik komponierte Colin Stetson. Der Soundtrack zum Film, der 23 Musikstücke umfasst, wurde am 8. Juni 2018 von Milan Records auf CD und als Download veröffentlicht. Vorab hatte Stetson die auf dem Soundtrack enthaltenen Stücke Funeral, Charlie, Dreaming und Mothers & Daughters veröffentlicht.  Das 22. Musikstück Reborn ist in weiten Teilen an das Vorspiel des Rheingoldes von Richard Wagner angelehnt.
Marcus Stiglegger erklärte gegenüber Deutschlandfunk Kultur: „In der Komposition von Stetson ist es so, dass er wirklich ins Atonale geht, dass er Geräusche zu Leitmotiven macht, dass er Elemente der Industrial Culture, die man aus dem Anfang der 80er kennt, in die Filmmusik integriert auf eine Weise, wie wir das bisher so noch nicht gehört haben, also zumindest noch nicht in einem Hollywood-produzierten Film, der so groß vermarktet wird.“ Dies finde er sehr ungewöhnlich, so Stiglegger.
Der Film feierte im Januar 2018 auf dem Sundance Film Festival, das ebenfalls in Park City stattfand, seine Weltpremiere, wo er in der Sektion Midnight gezeigt wurde. Ab 11. März 2018 wurde er beim South by Southwest Film Festival vorgestellt. Am 8. Juni 2018 kam der Film in die US-amerikanischen und am 14. Juni 2018 in die deutschen Kinos. Im Herbst 2018 wurde der Film von Splendid auf Blu-ray und DVD veröffentlicht.

## Rezeption

### Altersfreigabe
In den USA erhielt der Film von der MPAA ein R-Rating, was einer Freigabe ab 17 Jahren entspricht. In Deutschland erhielt der Film eine Freigabe ab 16 Jahren. In der Freigabebegründung heißt es: „Der Film ist detailreich gestaltet, rekurriert auf typische Stilmittel und Motive des Mystery- und Horror-Genres und baut eine sehr beklemmende Atmosphäre auf. Gezielt werden Schockeffekte und überraschende Wendungen eingesetzt, die Kinder und Jugendliche unter 16 Jahren in ihrer Drastik und im Zusammenspiel mit der durchweg bedrohlichen Stimmung überfordern können.“ Christoph Petersen von Filmstarts merkt hierzu an, dies sei eine absolut nachvollziehbare Entscheidung. Auch eine Freigabe ab 18 Jahren wäre wegen einiger unfassbar intensiver Szenen zwar grundsätzlich denkbar gewesen, man müsse jedoch auch mit einbeziehen, dass Hereditary alles andere als stumpfes Schock-Kino ist, sondern den Schmerz und die Schuld, die sich mit der Zeit in einer Familie ansammeln, mit einer gewaltigen Kraft und herausfordernden Ambivalenz auf die Leinwand zerrt, so Petersen.

### Filmgenre und Kritiken
Patrick Wellinski von Deutschlandfunk Kultur ordnet Hereditary in einer Reihe mit Filmen wie Get Out, A Quiet Place und It Follows ein, die er als eine neue kleine Welle des amerikanischen Horrors beschreibt. Der Genreforscher und Filmwissenschaftler Marcus Stiglegger erklärte gegenüber Deutschlandfunk Kultur, diese Idee einer paranoiden Welt, die quasi um das Individuum herum aus den Fugen gerät, sei etwas, was man in diesen Filmen wirklich deutlich als Spiegelbild der gesellschaftlichen Verhältnisse, der politischen Verhältnisse, vor allem auch in Amerika selbst, feststellen könne, wenn quasi jeder jedem misstraut. Wie auch der Film Ghostland des französischen Regisseurs Pascal Laugier spiegele Hereditary dieses latente Chaos in der Gesellschaft. Stiglegger ergänzt, der Film reihe sich in die Tradition des Paranoia-Thrillers als ein tiefschürfender Psychothriller ein, der an Urängsten rührt.
Daniel Prem vom Kinomagazin  Uncut.at erklärt, Hereditary lasse sich im Gegensatz zu den meisten anderen Horrorfilmen momentan genug Zeit seine Spannung, seine Stimmung und vor allem seine Charaktere zu etablieren und bediene sich keiner Jump-Scare-Paraden, um das Publikum in Stimmung zu bringen, und wenn es solche gäbe, seien sie klug inszeniert und nie unnötig platziert. Die realen und mystischen Elemente ergänzten sich wundervoll und ergeben ein komplexes Gesamtwerk über Familie, Trauer und die Frage nach einer Wahl im Leben, so Prem weiter. Max Wieseler von moviepilot.de merkt an, Hereditary sei definitiv kein Mainstream-Horror und richte sich eher an ein Nischenpublikum, das sich auf einen anspruchsvollen und kräftezehrenden Leidensweg einlassen will und kann. Auch in einer Kritik vom Musikexpress heißt es, das filmische Gerüst von Hereditary sei nicht dazu da, ein paar Mal billig zu erschrecken, sondern vielmehr sei es umgekehrt: „Aster nimmt die Geisterwelt ernst; sie sind Manifestationen tiefer Verstörungen und Traumata seiner Figuren, die Trauerarbeit leisten, aber doch nicht dem entkommen können, wer sie sind und wozu ihre Familie sie gemacht hat.“
Der Film konnte bislang 90 Prozent der Kritiker bei Rotten Tomatoes überzeugen und erhielt hierbei eine durchschnittliche Bewertung von 8,3 der möglichen 10 Punkte. Zudem ging der Film aus den 20th Annual Golden Tomato Awards in der Kategorie Best Horror Movie 2018 als Zweitplatzierter hervor.
Die Filmkritikerin Antje Wessels schreibt bei Quotenmeter.de, Hereditary sei einer der besten Horrorfilme aller Zeiten. Auch wenn Ari Aster in diversen Kurzfilmen seine Fertigkeiten als Regisseur verfeinern konnte, sei die Stilsicherheit, mit der er den stetig wachsenden Wahn innerhalb der Graham-Familie inszeniert, für ein Debüt mächtig beeindruckend, so Wessels weiter. Gemeinsam mit seinem Kameramann Pawel Pogorzelski, seinen Filmeditoren Jennifer Lame und Lucian Johnston und nicht zuletzt Komponist Colin Stetson kreiere Aster eine unvergleichliche Sinfonie des Grauens, so Wessels: „Vollkommen ohne banale Schockeffekte auskommend, entfaltet sich ein Ausmaß an Unbehagen und Beklemmung, wie es uns zuletzt ähnlich in Darren Aronofskys virtuos-abscheulichem Schlachtengemälde mother! heimgesucht hat und sich weniger über den schnellen Adrenalinkick definiert, als durch eine allgegenwärtige Angst, die den Körper langsam lähmt.“ Über Toni Collettes Darstellung sagt Wessels, man müsse lange in Erinnerungen kramen, um ein vergleichbares „In Your Face“-Schauspiel zu finden, das uns ähnlich in Mark und Bein übergeht. Schon die Filme The Sixth Sense und das Fright Night-Remake habe sie mit ihrem herausragenden Schauspiel veredelt, dies jedoch wirke gegen ihre Leistung in Hereditary nahezu nichtig: „Toni Collette gibt für die Glaubwürdigkeit als vom Schicksal gebeutelte Mutter jede Distanz zum Publikum auf und spielt sich, im wahrsten Sinne des Wortes, die Seele aus dem Leib wenn sie schreit, verzweifelt und die Grenze zwischen kontrollierter Wut und purem Wahnsinn immer mehr verschwimmt.“ Nina Rehfeld von Spiegel Online schreibt über Colette, diese spiele in einem Oscar-reifen Auftritt diese Annie Graham als eine Ehefrau und Mutter, der nach dem Tod ihrer eigenen, unnahbaren Mutter ihre Familie aus den Händen gleitet. Rehfeld spricht von einer fulminanten Darstellung, und ihr roher Realismus treffe ins Mark.

### Einspielergebnis
In den USA, wo der Film am 8. Juni 2018 in 2.964 Kinos startete, was der größten Zahl von Kinos für einen Film von A24 entsprach (The Witch startete in 2.046 Kinos), spielte er an seinem Startwochenende 13,6 Millionen US-Dollar ein und übertraf damit die Erwartungen von A24 und der Experten. In Deutschland verzeichnet der Film 120.290 Besucher. Die weltweiten Einnahmen des Films belaufen sich auf 81,3 Millionen US-Dollar, womit Hereditary für einige Jahre zum erfolgreichsten von A24 produzierten Film avancierte. Im Jahr 2022 wurde er allerdings von Everything Everywhere All At Once überholt.

### Auszeichnungen (Auswahl)
Critics’ Choice Movie Awards 2019
- Nominierung als Beste Hauptdarstellerin (Toni Collette)
- Nominierung als Bester Science-Fiction oder Horrorfilm[27]

Golden Trailer Awards 2019
- Auszeichnung für den Besten Tonschnitt in einem TV-Spot
- Nominierung für den Besten TV-Spot eines Horrorfilms
- Nominierung für den Besten TV-Spot eines Thrillers
- Nominierung für die Beste virale Kampagne[28]

Gotham Awards 2018
- Nominierung für den Bingham Ray Breakthrough Director Award (Ari Aster)
- Auszeichnung als Beste Darstellerin (Toni Collette)
- Nominierung für den Publikumspreis[29][30]

Independent Spirit Awards 2019
- Nominierung als Bester Debütfilm (Ari Aster)
- Nominierung als Beste Hauptdarstellerin (Toni Collette)[31]

London Critics’ Circle Film Awards 2019
- Nominierung als Schauspielerin des Jahres (Toni Collette)[32]

MTV Movie & TV Awards 2019
- Nominierung für die Angsteinflößendste Leistung (Alex Wolff)[33]

Neuchâtel International Fantastic Film Festival 2018
- Nominierung als Bester internationaler Film für die Goldene Narzisse (Ari Aster)[34]

Online Association of Female Film Critics 2018
- Auszeichnung als Bester Nachwuchsfilmemacher (Ari Aster)[35]

Online Film Critics Society Awards 2019
- Nominierung als Bester Film
- Auszeichnung als Beste Hauptdarstellerin (Toni Colette)
- Auszeichnung als Bester Debütfilm (Ari Aster)[36]

Online Film & Television Association Awards 2019
- Nominierung als Bester Film
- Nominierung als Bester Debütfilm (Ari Aster)
- Nominierung als Beste Schauspielerin (Toni Collette)
- Nominierung als Beste Jungdarstellerin (Milly Shapiro)
- Nominierung als Bester Nachwuchsschauspieler (Alex Wolff)
- Nominierung für den Most Cinematic Moment („Car Accident“)[37]

Satellite Awards 2018
- Nominierung als Bester Film

Saturn-Award-Verleihung 2019
- Nominierung als Bester Horrorfilm
- Nominierung als Beste Hauptdarstellerin (Toni Colette)